# Douptounos
Tiberios Ioulios Douptounos oder Doiptounos war ein König des Bosporanischen Reiches im 5. oder 6. Jahrhundert n. Chr.
Douptounos ist nur durch die Inschrift auf einer Stele aus Pantikapaion bekannt. Der Name ist nicht griechisch und tritt hier zum ersten Mal auf. Douptounos trägt die Namen und Titel, die auch die Könige der Dynastie der Aspurgiden zwischen 40 und 340 n. Chr. trugen, was auf einen Fortbestand des Bosporanischen Reiches nach Einfällen der Goten und Hunnen Mitte des 4. Jahrhunderts schließen lässt. In jener Zeit hörte die Münzprägung auf, was als Untergang des Reiches gedeutet wurde.
Die Datierung ist nicht eindeutig zu bestimmen, da die Inschrift christliche Zeichen enthält und auch einen comes erwähnt. Viktor F. Gajdukevič geht davon aus, dass er von Byzanz als Verwalter des Bosporos eingesetzt wurde, wahrscheinlich nach 620 n. Chr. Vinogradov datiert die Inschrift in das Jahr 483.